# Puhlau

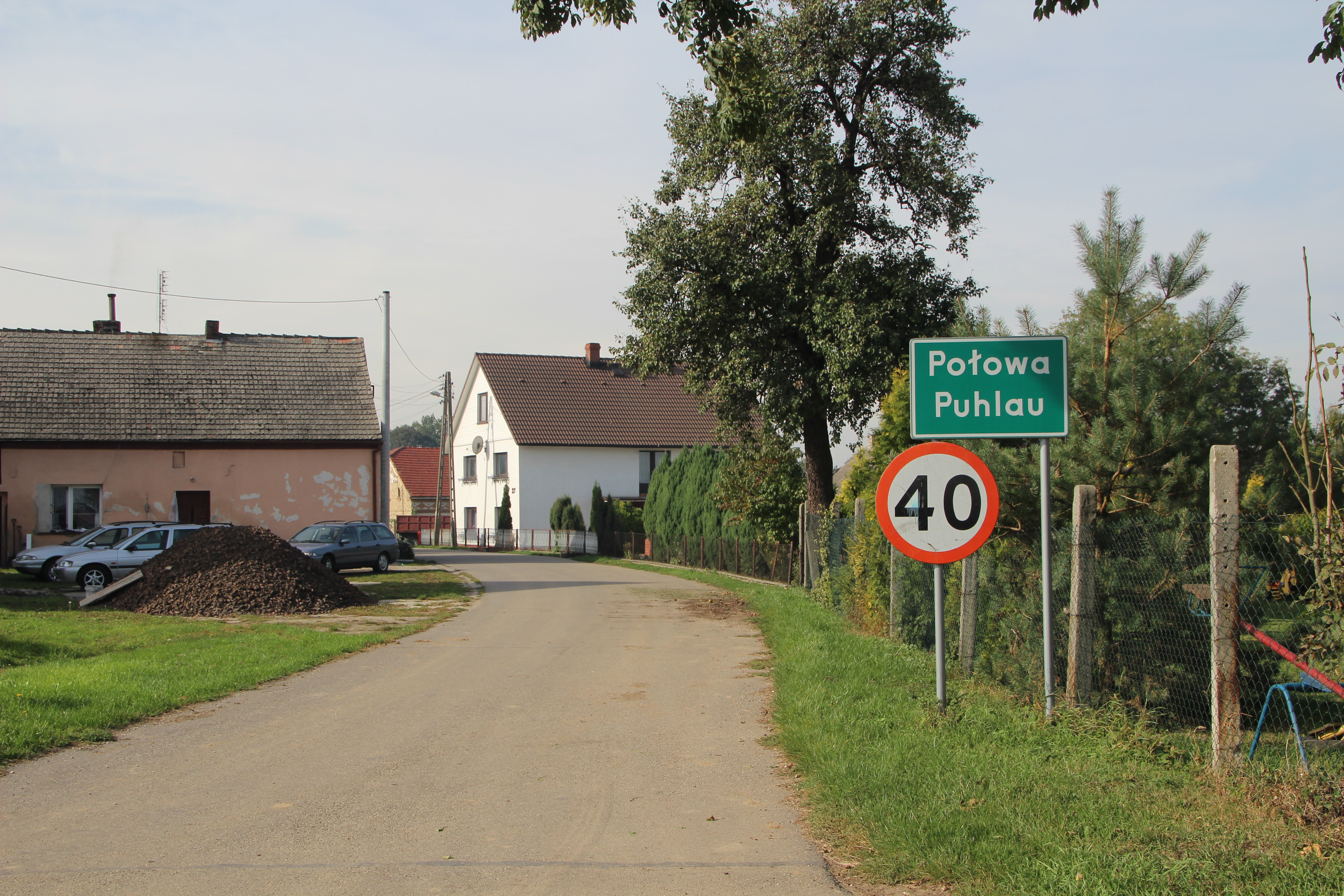
Ortseingang mit Ortstafel

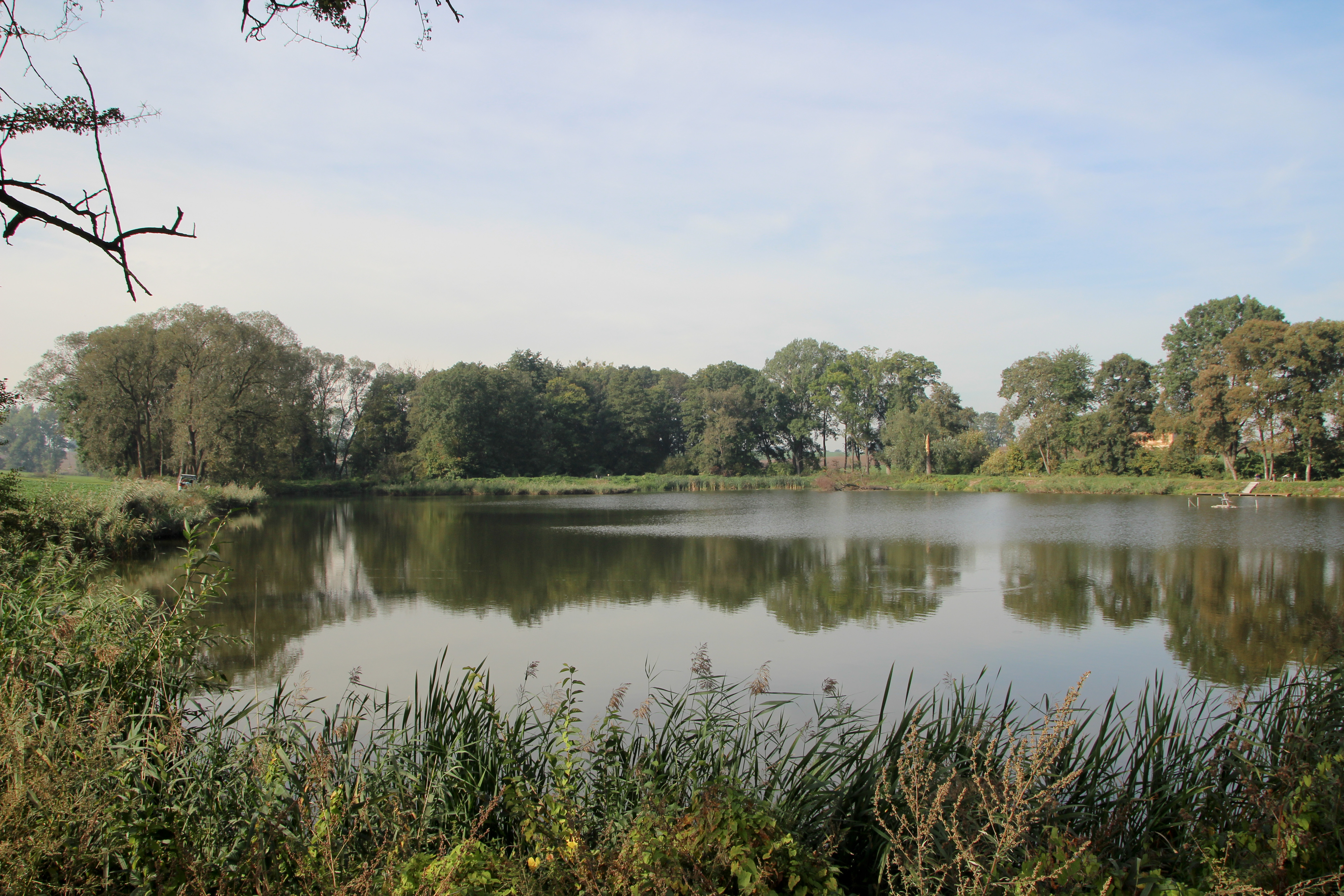
Teich

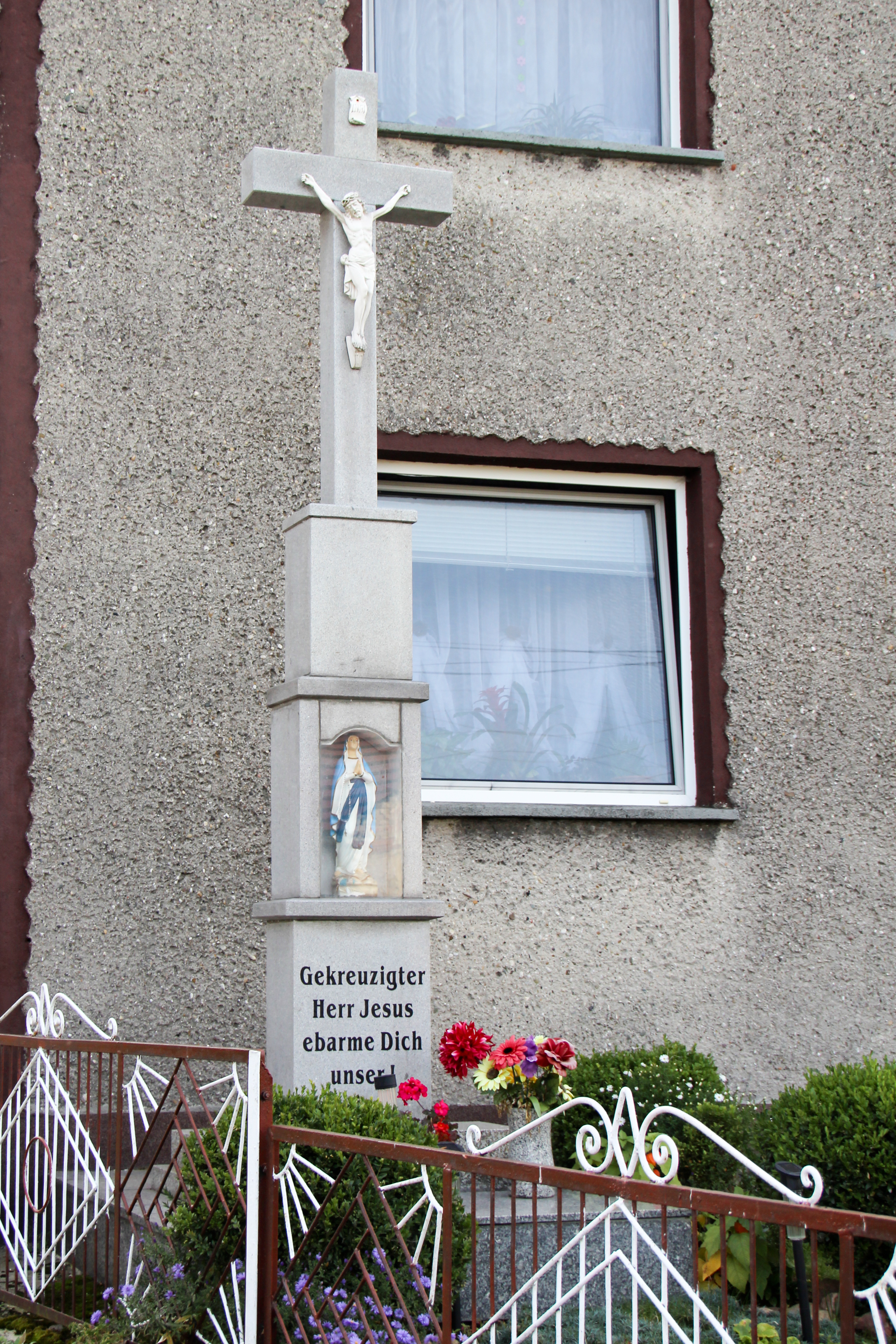
Wegkreuz

Puhlau, polnisch: Połowa ist eine Ortschaft in Oberschlesien. Sie liegt in der Gemeinde Groß Neukirch im Powiat Kędzierzyńsko-Kozielski (Landkreis Kandrzin-Cosel) in der Woiwodschaft Oppeln.

## Geografie
Puhlau liegt rund zwei Kilometer westlich vom Gemeindesitz Groß Neukirch, 15 Kilometer südwestlich von der Kreisstadt Kędzierzyn-Koźle (Kandrzin-Cosel) und 50 Kilometer südlich von der Woiwodschaftshauptstadt Oppeln.

## Geschichte
Der Ort entstand als Kolonie im 18. Jahrhundert. Die Kolonie gehörte lange Zeit zum Ort Sakrau.
Puhlau verblieb nach der Teilung Oberschlesiens beim Deutschen Reich. Bis 1945 befand sich der Ort im Landkreis Cosel.
1945 kam der bis dahin deutsche Ort unter polnische Verwaltung und wurde anschließend der Woiwodschaft Schlesien angeschlossen und ins polnische Połowa umbenannt. Der Landkreis Cosel wurde in Powiat Kozielski umbenannt. Die Eingliederung wurde aufgehoben. 1950 kam der Ort zur Woiwodschaft Oppeln. 1975 wurde der Powiat Kozielski aufgelöst. 1999 kam der Ort zum neugegründeten Powiat Kędzierzyńsko-Kozielski. Am 29. April 2011 erhielt der Ort zusätzlich den amtlichen deutschen Ortsnamen Puhlau.

## Sehenswürdigkeiten
- Wegkreuze